# Бузња (Јаши)
Бузња (рум. Buznea) насеље је у Румунији у округу Јаши у општини Јон Некулче. Oпштина се налази на надморској висини од 151 m.

## Становништво
Према подацима из 2002. године у насељу је живело 1594 становника, од којих су сви румунске националности.